# William Mastrosimone
William Mastrosimone (* 19. August 1947 in Trenton (New Jersey)) ist ein US-amerikanischer Dramatiker und Drehbuchautor.
Mastrosimone verfasste eine Reihe von Dramen für das Theater, für die Filmversionen dazu schrieb er auch das Drehbuch. Bekannt wurde er vor allem mit dem Film Extremities, der 1985 mit Farrah Fawcett in der Hauptrolle entstand. 
1995 erhielt er den Humanitas-Preis, 2003 wurde er mit zwei Daytime Emmy Awards ausgezeichnet.

## Filmografie
- 1985: Extremities
- 1988: Bestie Krieg (The Beast)
- 1992: Frank Sinatra – Der Weg an die Spitze (Sinatra, Fernsehproduktion)
- 1993: Ein genialer Freak (With honors)
- 1994: Flammen des Widerstands – Der Kampf des Chico Mendes (Burning season, Fernsehfilm)
- 2002: Bang, Bang, Du bist tot (Bang, bang, you’re dead)
- 2005: Into the West (Miniserie)